# 질점막주름
질점막주름(vaginal rugae)은 질 내부에 가로방향으로 나는 주름이다. 출산시 주름 구조가 사라질 수 있으나 출산을 하면 어느정도 다시 생겨난다.